# Echinovelleda antiquua
Echinovelleda antiquua là một loài bọ cánh cứng trong họ Cerambycidae.